# 12 Gwardyjski Korpus Pancerny (ZSRR)
12 Humański Gwardyjski Korpus Pancerny odznaczony Orderem Lenina, Czerwonego Sztandaru i Suworowa (ros. 12-й гвардейский танковый Уманский ордена Ленина Краснознамённый ордена Суворова корпус) – korpus pancerny Armii Czerwonej z okresu II wojny światowej.
12 Gwardyjski Korpus Pancerny został utworzony 20 listopada 1944 przez przemianowanie 16 Korpusu Pancernego. W czasie działań bojowych prowadzonych na ziemiach polskich przeciw armii niemieckiej przyczynił się do zakończenia okupacji niemieckiej, uczestnicząc w walkach które doprowadziły do zdobycia Chodzieży, Inowrocławia, Kutna, Lubienia Kujawskiego, Radziejowa i Sochaczewa.
Następnie jego szlak bojowy prowadził przez terytoria rządzone przez reżim III Rzeszy, m.in.: Człopa, Goleniów i Nowogard. Zarówno w czasie działań bojowych na ziemiach polskich, jak i na terytorium III Rzeszy 12 Gwardyjski Korpus Pancerny wchodził w skład 2 Gwardyjskiej Armii Pancernej.

## Dowództwo korpusu
Dowódcy:
- gen.-mjr Nikołaj Tieliakow(inne języki) (20.11.1944 – 18.04.1945)[4],
- płk Aleksandr Szewczenko (18.04.1945 – 26.04.1945),
- gen.-mjr Michaił Salminow (27.04.1945 – 10.06.1945)[1].

Szefowie sztabu:
- płk Dawid Bibergan[1].

## Struktura organizacyjna
- 48 Gwardyjska Brygada Pancerna,
- 49 Gwardyjska Brygada Pancerna, dowódca: płk Tichon Abramow[6]
- 66 Gwardyjska Brygada Pancerna,
- 34 Gwardyjska Brygada Piechoty Zmotoryzowanej[5], dowódca: płk A. Ochman[7].